# Quattro mura
Quattro mura (Four Walls) è un film muto del 1928 diretto da William Nigh. La sceneggiatura si basa sul lavoro teatrale Four Walls di Dana Burnet e George Abbott che andò in scena con successo al John Golden Theatre di Broadway il 19 settembre 1927.

## Trama
Benny Horowitz, capo di una gang dell'East Side, finisce in carcere condannato per l'omicidio colposo di un altro malvivente. Scontata la sua condanna, Benny decide di rigare dritto e trova lavoro in un garage. La sua vecchia ragazza, Frieda, cerca di riallacciare la loro relazione ma lui, benché ne sia ancora innamorato, fa invece la corte a Bertha, una vicina di casa che ha aiutato sua madre mentre lui si trovava in carcere. Bertha però rifiuta di sposarlo, convinta che Benny ami Frieda. Durante una festa, Monk, il nuovo capo gang, resta incidentalmente ucciso a causa di una caduta. Sullivan, il detective che ha arrestato per la prima volta Benny, sospetta dapprima che il colpevole della morte di Monk sia lui, ma in seguito si ricrede. Benny, svaniti di sospetti su di lui, inizia una nuova vita accanto a Frieda.

## Produzione
Girato nel maggio/giugno 1928, il film fu prodotto dalla MGM.

## Distribuzione
Il film fu distribuito dalla MGM, uscendo nelle sale statunitensi l'11 agosto 1928 con il titolo originale Four Walls (o 4 Walls). In Austria, il film fu distribuito nel 1929 con il titolo Der Totschläger; in Finlandia uscì il 30 dicembre 1929. In Norvegia, venne ribattezzato *Innenfor murene, in Italia Quattro mura.